# Benedict Gregorios
Benedict Mar Gregorios (Malayalam: അബൂന്‍ ബെനെടിച്റ്റ് മാര്‍ രെഗൊരിഒസ്) O.I.C. (nacido Varghese Thangalathil, Kallooppara, Kerala, 1 de febrero de 1916 - Trivandrum, Kerala, 10 de octubre de 1994) fue un religioso de la Iglesia católica siro-malankara, Arzobispo de Trivandrum de 1955 a 1994.

## Biografía
Estudió filosofía y teología en el Seminario Pontificio de Kandy, Sri Lanka. Fue ordenado sacerdote por el arzobispo Geevarghese Mar Ivanios en 1944. Enseñó siríaco durante algún tiempo en el St. Aloysius Seminary de Trivandrum. Realizó estudios superiores de economía en el St. Joseph's College de Trichy (1946-1949). Fue nombrado obispo titular de Antarados y auxiliar de Trivandrum en 1952, siendo consagrado el 29 de enero de 1953 con el nombre de Benedict Mar Gregorios. Después del fallecimiento del arzobispo Mar Ivanios se convirtió en el segundo Arzobispo Metropolitano de la Iglesia católica siro-malankara en 1955. Fue un arzobispo de la gente. Un gran número de comunidades parroquiales malankaras se formaron durante este período. Fundó el Mar Theophilos Training College en Trivandrum, así como el Mar Gregorios College of Arts and Science en Chennai. 
Después de 41 años de ministerio episcopal Mar Gregorios murió el 10 de octubre de 1994. Su cuerpo fue sepultado en la Catedral de Santa María de Pattom, Trivandrum .
| Predecesor: Geevarghese Mar Ivanios | Arzobispo de Trivandrum 1955 - 1994 | Sucesor: Cyril Mar Baselios |